# Robert Louis Stevenson

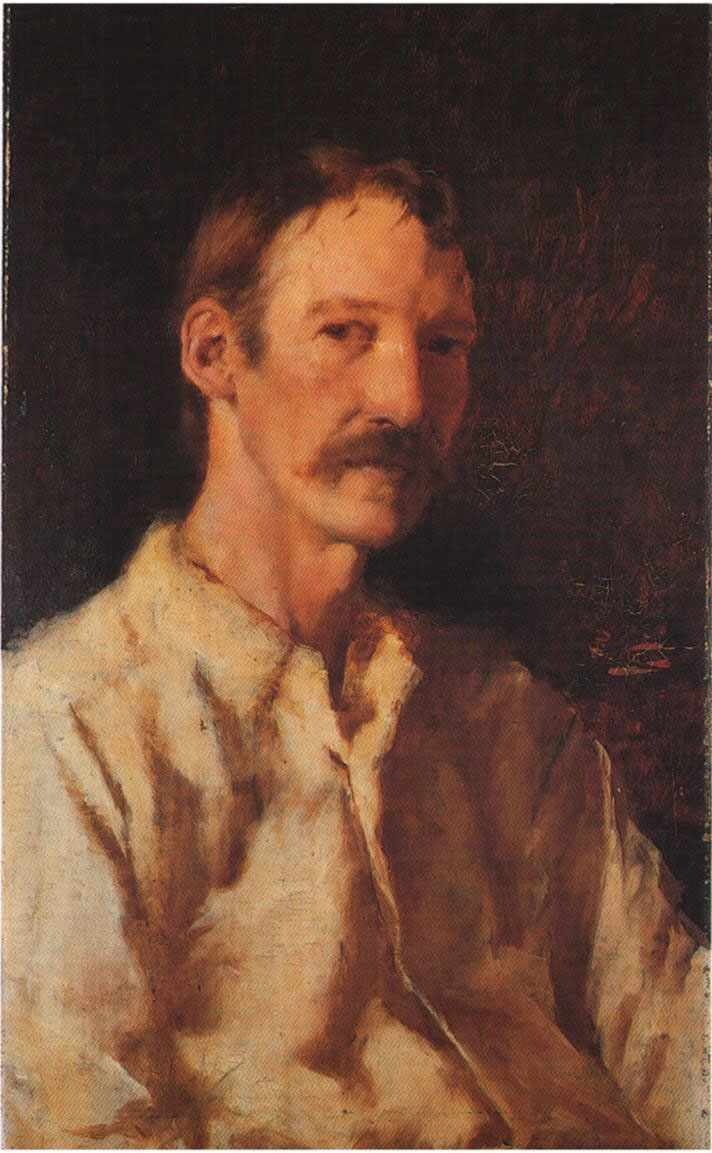
Robert Louis Stevenson, portret realizat de Girolamo Nerli

Robert Louis (Balfour) Stevenson (n. 13 noiembrie 1850 în Edinburgh, Scoția – d. 3 decembrie 1894 în Apia, Samoa) a fost poet și romancier scoțian, autor al unor jurnale de călătorie și reprezentant de seamă al neoromantismului în literatura engleză. 
Este cunoscut, în special, pentru cărțile 
Treasure Island (Insula comorii – trad. rom.) și 
The Strange Case of Dr. Jekyll and Mr. Hyde (Straniul caz al doctorului Jekyll si al domnului Hyde – trad. rom.)

## Literatura lui R.L. Stevenson
- 1883 Comoara din insulă (Treasure Island) Primul său mare succes, o poveste despre piraterie și comori îngropate, a fost adesea ecranizată. Inițial se numea The Sea-Cook. Faimosul personaj, Long John Silver, chiar a dat numele unui lanț de restaurante .
- 1885 Prince Otto Cea de-a doua proză de mare întindere a lui Stevenson este un roman de acțiune plasat într-un stat germanic imaginar, Grünewald.
- 1884 The Black Arrow: A Tale of the Two Roses (The Black Arrow: A Tale of the Two Roses) un roman cavalereasc din timpul Războiului celor Două Roze.
- 1886 Straniul caz al doctorului Jekyll și al domnului Hyde (The Strange Case of Dr. Jekyll and Mr. Hyde), o povestire despre o personalitate dublă, care a constituit subiectul a numeroase filme.
- 1886 Răpit de pirați (Kidnapped), este un roman istoric despre încercarea unui tânăr, David Balfour, de a–și recupera moștenirea și despre alianța sa cu Alan Breck în intrigile Iacobite din Scoția.
- 1889 Seniorul de Ballantrae (The Master of Ballantrae), o capodoperă literară despre răzbunare plasată în Scoția, America și India.
- 1889 The Wrong Box (The Wrong Box); scrisă în colaborare cu Lloyd Osbourne. Un roman comic despre un sistem de asigurări pe viață în care toate beneficiile merg la ultimul supraviețuitor.
- 1892 Secretul epavei (The Wrecker); scrisă în colaborare cu Lloyd Osbourne.
- 1893 Catriona, cunoscută și ca David Balfour, este continuarea lui Kidnapped.
- 1894 The Ebb Tide, scrisă în colaborare cu Lloyd Osbourne.
- 1896 Weir of Hermiston, Lucrare neterminată la momentul morții lui Stevenson, considerată ca deosebit de promițătoare.
- 1897 Saint-Ives sau aventurile unui prizonier francez (St. Ives: being the Adventures of a French Prisoner in England). Lucrare neterminată la momentul morții lui Stevenson, a fost finalizată de către Arthur Quiller-Couch.

### Literatura lui R.L. Stevenson tradusă în limba română
- Comoara din insulă (Treasure Island), În românește de Brunea-Fox, Editura Ion Creangă, București, 1983; Editura Gramar, 2005; Editura Niculescu, 2005.
- Straniul caz al doctorului Jekyll si al domnului Hyde (The Strange Case of Dr. Jekyll and Mr. Hyde), Editura Aramis, 2005; Editura Minerva, 2009.
- Diavolul din clondir (The Devil and the Innkeeper), traducere de Annie Popper, CPSF, # 67 / 20.01.1958
- Răpit de pirați (Kidnapped), traducere de Frida Papadache, Editura Litera, 2015.